# Abbaye de Maulbronn
L’abbaye de Maulbronn, fondée en 1147 dans la ville de Maulbronn (Bade-Wurtemberg entre Heidelberg et Stuttgart en Allemagne), est l’ensemble monastique médiéval le plus complet et le mieux préservé au nord des Alpes. Il est inscrit sur la liste du patrimoine mondial de l’UNESCO depuis 1993.

## Architecture
Entourés d'un mur d'enceinte, les principaux bâtiments furent construits du XIIe siècle au XVIe siècle. Le style architectural du monastère est à la croisée des styles roman et gothique. Il a eu une grande influence sur la diffusion de l'architecture gothique dans le centre et le nord de l'Europe. 
Le monastère possède un exceptionnel système de gestion hydraulique par canaux et réservoirs.
Le porche de l'église, appelé le Paradis, a été construit en 1210 par le Maître du Paradis, originaire de Bourgogne.

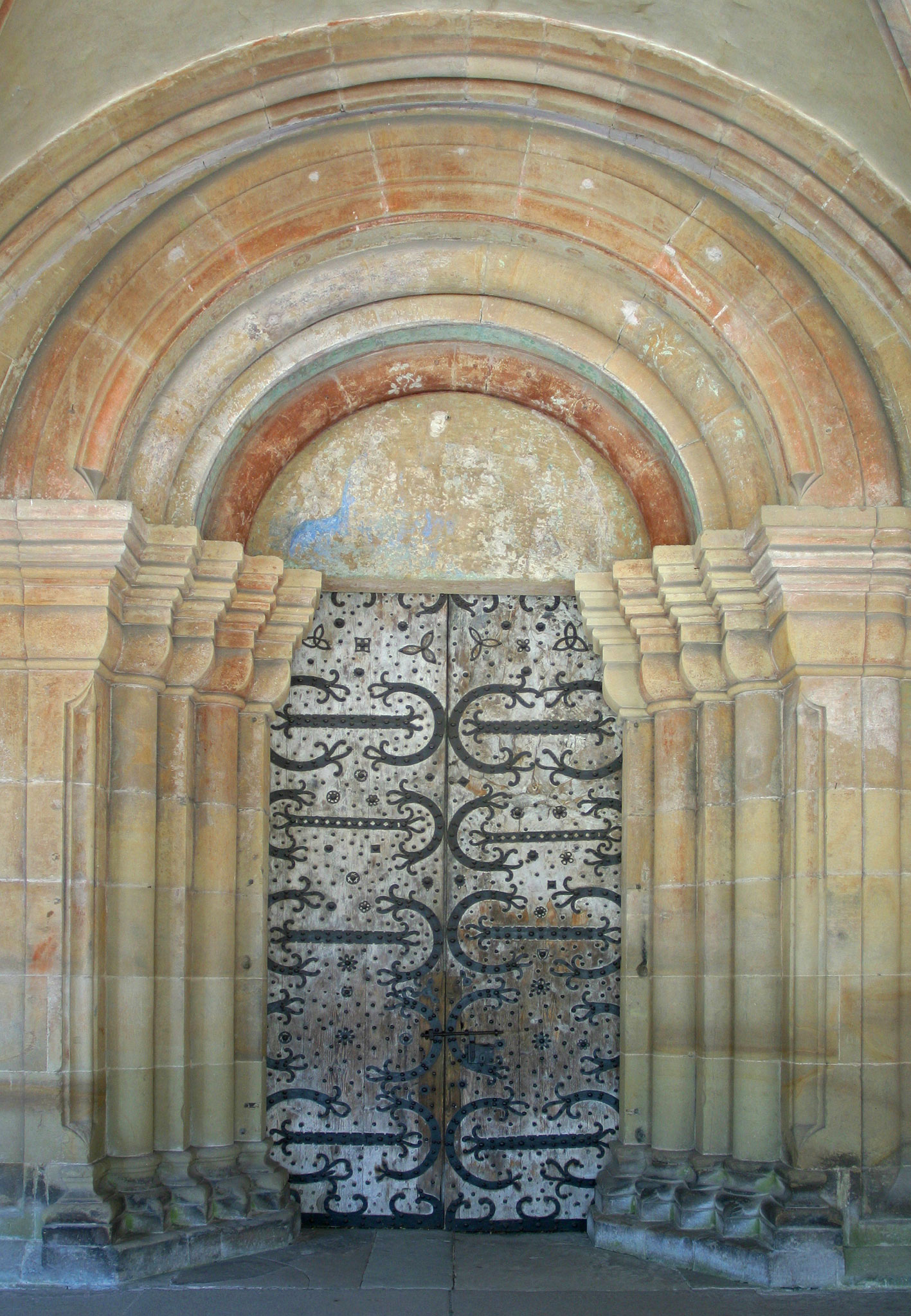
Porche du Paradis.

En 1878, la fontaine à trois paliers est construite. À la fin du XIXe siècle ont lieu plusieurs rénovations et aménagements de style.

## Histoire
La ville a été créée par des moines cisterciens qui, partis de Neubourg en Alsace, avaient décidé de fonder un monastère à l’endroit où leur mulet s’arrêterait pour boire. Le mulet fit halte auprès d’une source qui existe toujours dans le jardin du monastère. Les armes de Maulbronn portent depuis un mulet qui se désaltère. La construction de l’église et du cloître a débuté en 1147. 
Le monastère représente l'ensemble monastique médiéval le plus complet et le mieux préservé au nord des Alpes.
En 1440, 130 moines et frères lais vivent à Maulbronn. Mais en 1530, ils n'étaient plus que 24. En 1535, Ulrich de Wurtemberg introduit la Réforme dans le Wurtemberg et exige sous la contrainte une modification du mode de vie du monastère. Le couvent fuit et émigre à Pairis, un prieuré d'Alsace. En 1550 après la défaite des princes protestants, les moines regagnent Maulbronn. En 1556, le duc Christoph de Wurtemberg ordonne la transformation du monastère en école. En 1656, après la guerre de Trente Ans, l'école est rouverte et devient un séminaire supérieur de l'Église protestante en Pays de Wurtemberg.

## Description des lieux

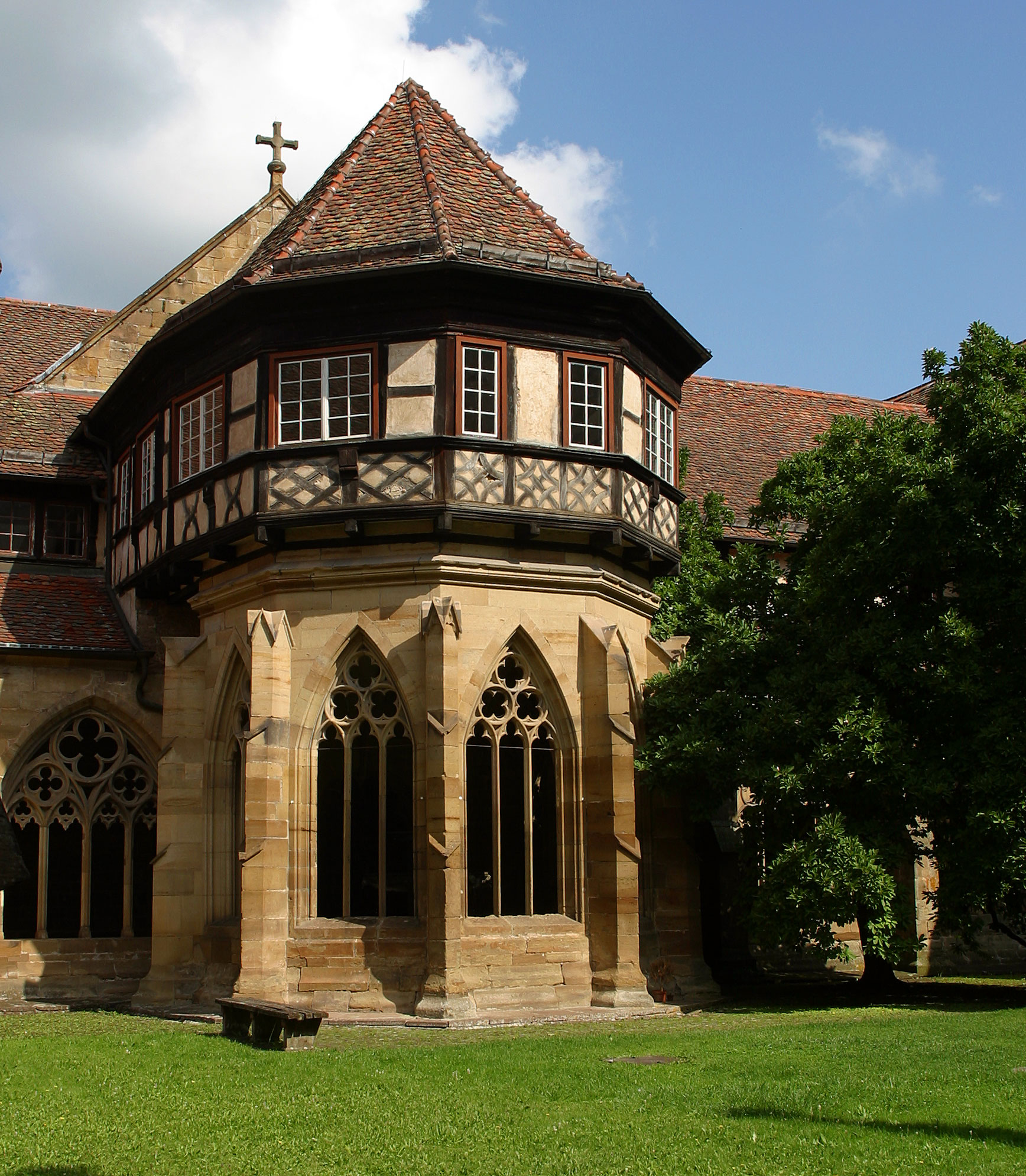
Abbaye de Maulbronn, Brunnenhaus

On pénètre dans le monastère par un grand portail qui ouvre sur les annexes du couvent d’architecture médiévale (grands bâtiments à colombages). Dans l'avant-cour avaient lieu les activités des frères lais : le bâtiment des matines (prières du matin), la forge et l'écurie, le moulin, le pressoir. Le monastère proprement dit est accessible par trois lourdes portes, autrefois recouvertes de cuir de porc, qui mènent au parvis de l'église. 
Le monastère de Maulbronn ne se limitait pas à la clôture monastique proprement dite. Le monastère englobait également tous les bâtiments d'alentour, lesquels ne sont pas construits en pierre mais comme des bâtiments ordinaires, à colombages. Ces bâtiments ont pu être conservés jusqu'à nos jours.
Ce monastère se distingue par l'extraordinaire conservation de ses salles médiévales. Ainsi, les deux réfectoires médiévaux ont été conservés, ce qui est tout à fait exceptionnel. Le réfectoire des convers est de style roman, et le réfectoire des moines de chœur est de style gothique primitif. 
La nef de l’église est séparée en deux parties par un jubé de pierre, qui séparait les moines  de chœur et les frères lais. 
Au solstice d'été, le 21 juin, un rayon de soleil traverse un vitrail et illumine la couronne d'épines du Christ, créant comme des roses rouges à l'endroit des blessures. Par la nef latérale, on accède au cloître. 
L'un des attraits architecturaux du monastère est constitué du lavabo où les moines venaient se laver les mains avant le repas et où on taillait barbes et tonsures. À noter que l'étage à colombage très pittoresque situé au-dessus du lavabo n'a été construit qu'au seizième siècle, après l'expulsion des moines, lorsque le monastère avait été transformé en école.
La Höllentreppe (l'escalier de l'Enfer), ornée de rosaces, menait au dortoir et à la chaufferie, seule pièce du couvent qui était chauffée. Au fond du jardin se dresse la tour de l’alchimiste Faust qui y vécut deux ans. Parmi les internes au séminaire de Maulbronn apparaissent quelques autres noms célèbres : Johannes Kepler (1571-1630), Friedrich Hölderlin(1770-1843) Georg Herwegh (1817-1875) Hermann Hesse (1877-1962) (dont l'ouvrage l’Ornière se déroule dans le monastère où il fut pensionnaire à partir de l’âge de 14 ans).

## Quelques images

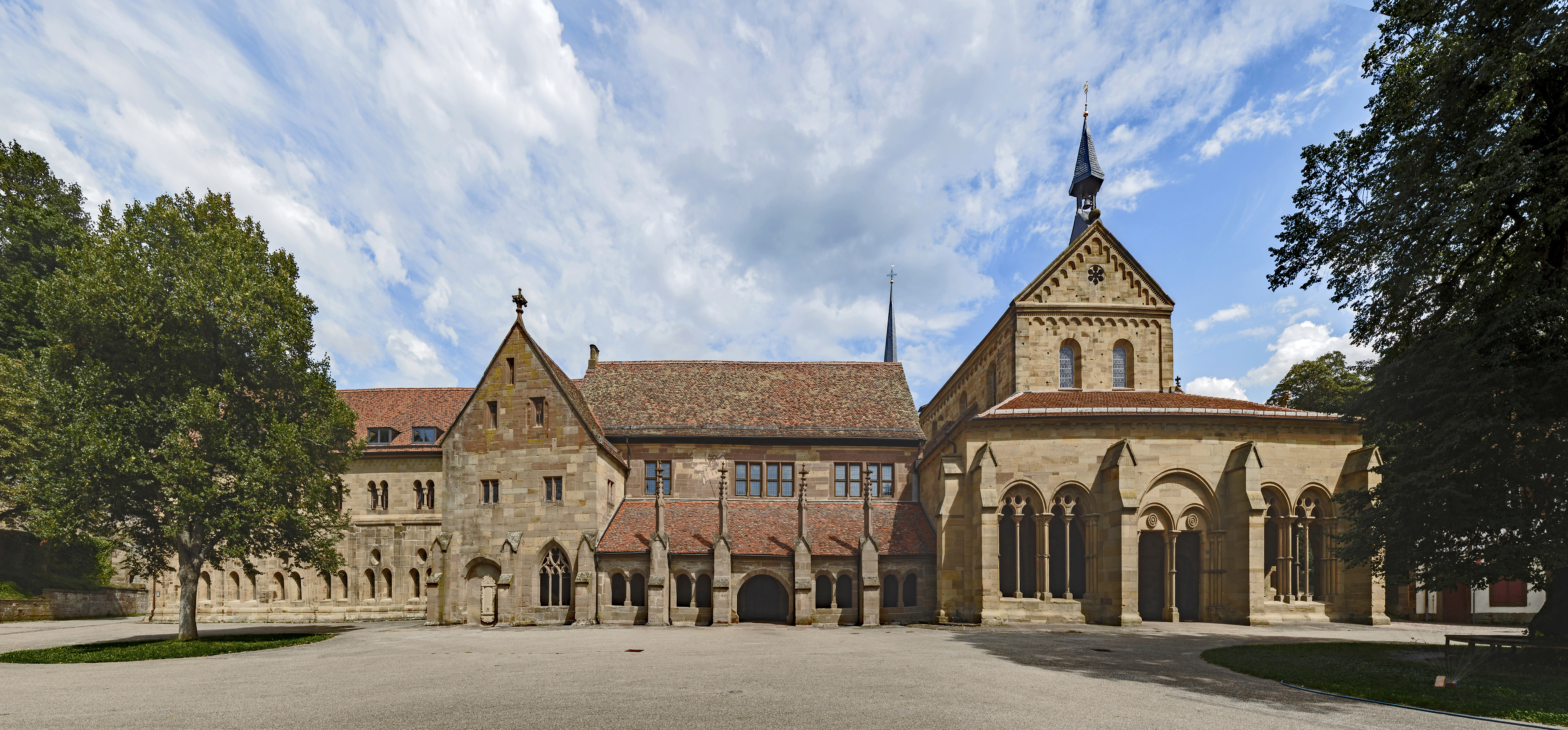
Façade du monastère
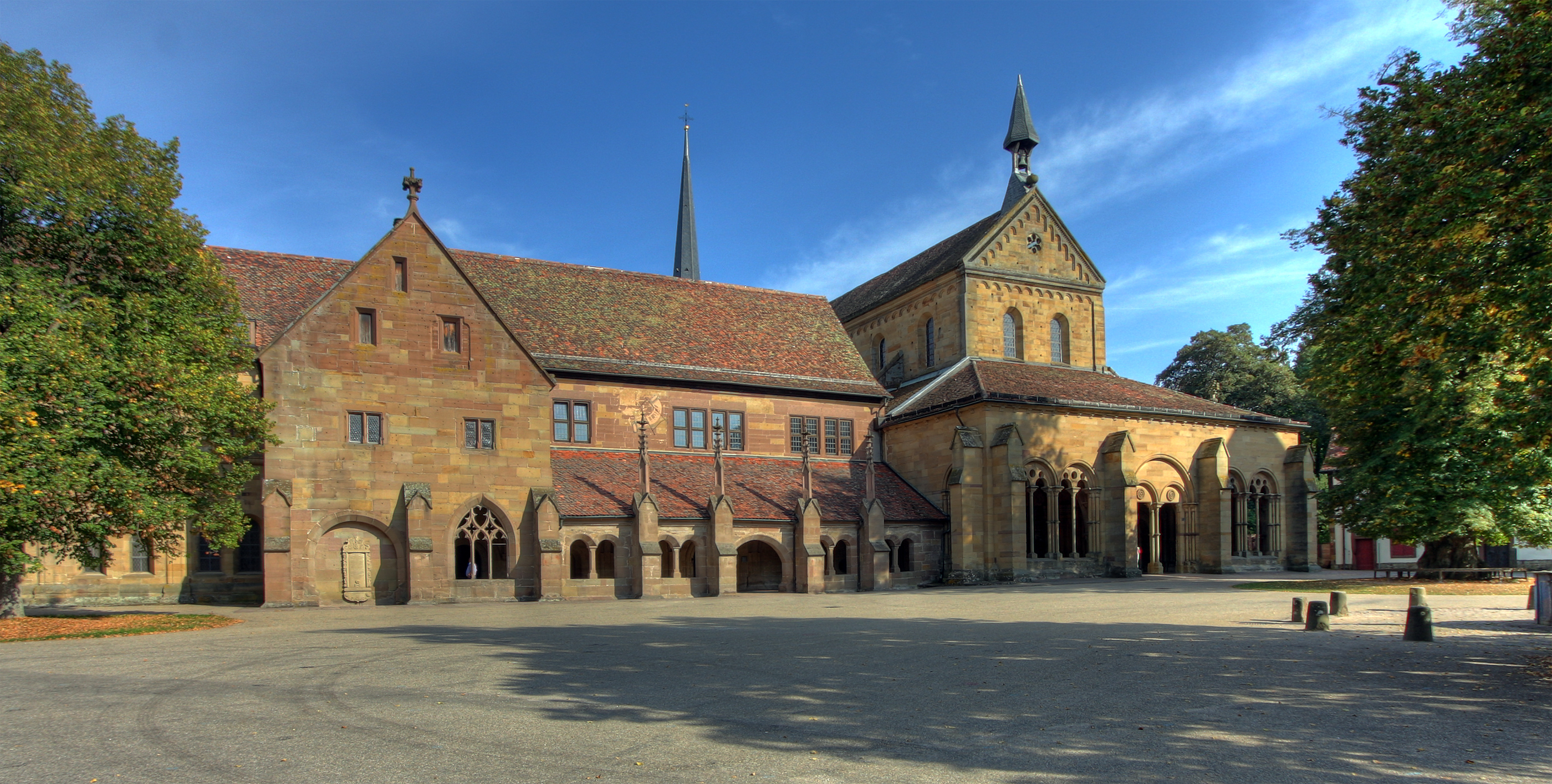
Vue extérieure
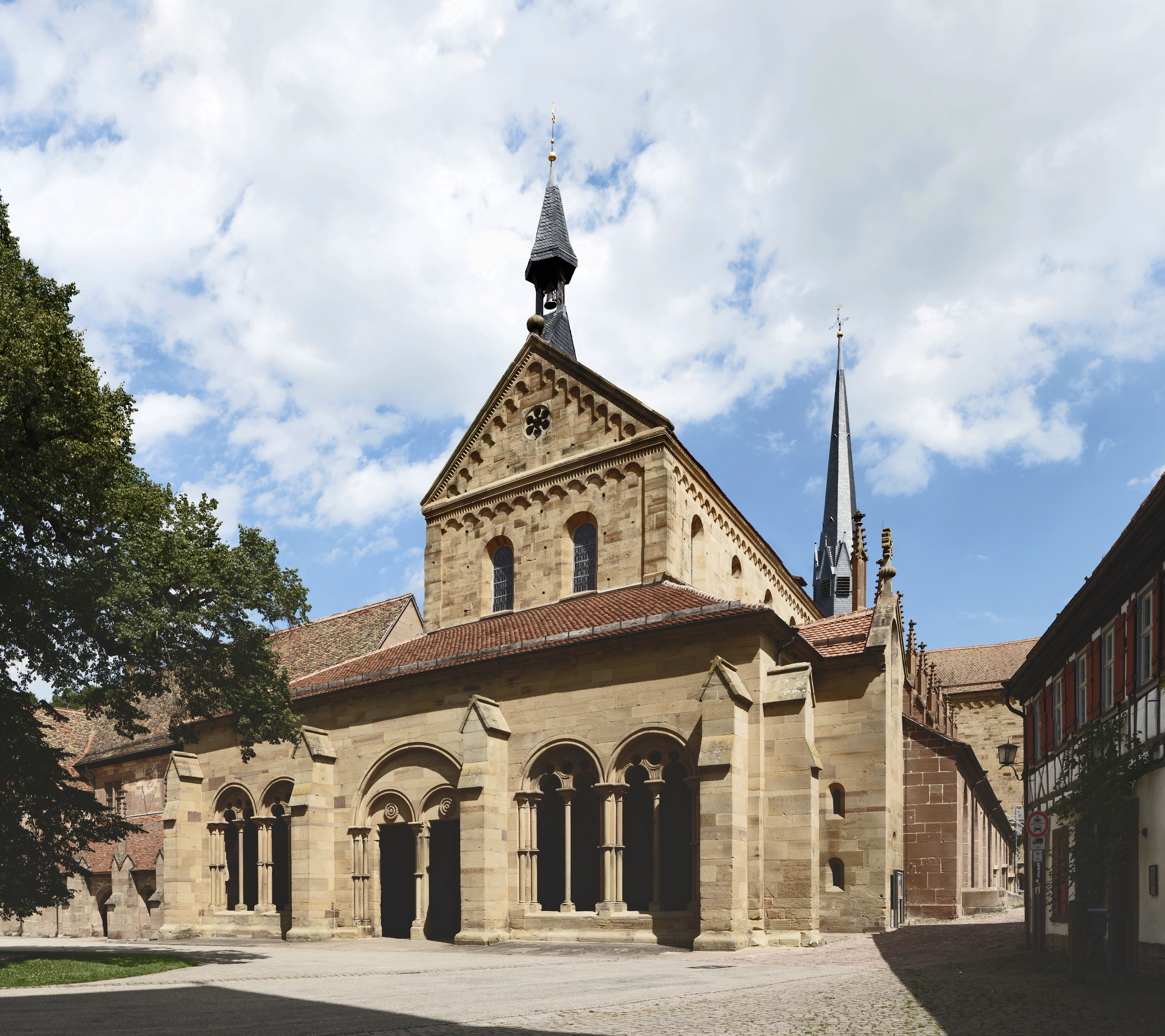
Façade de l'abbatiale
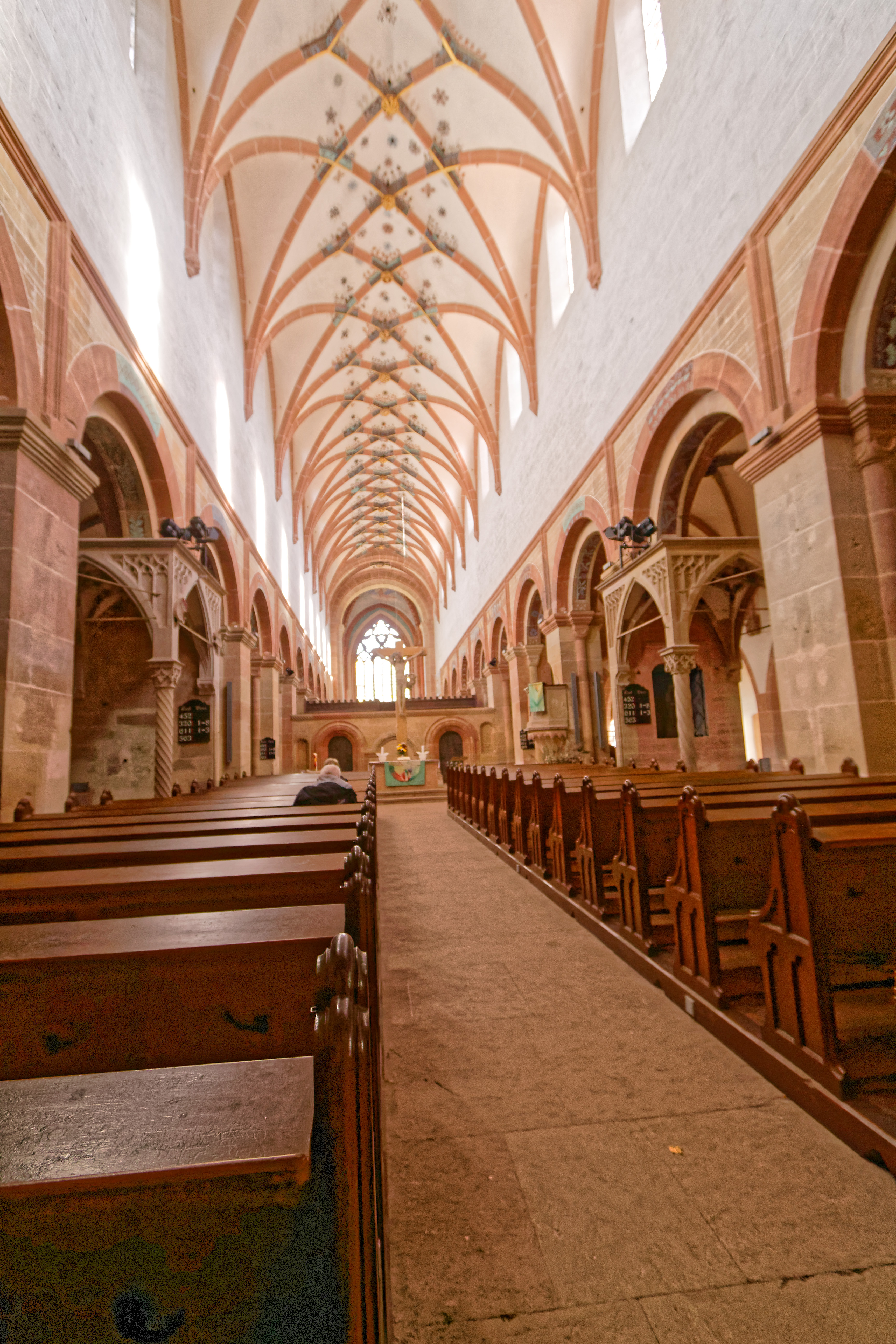
Nef de l'abbatiale
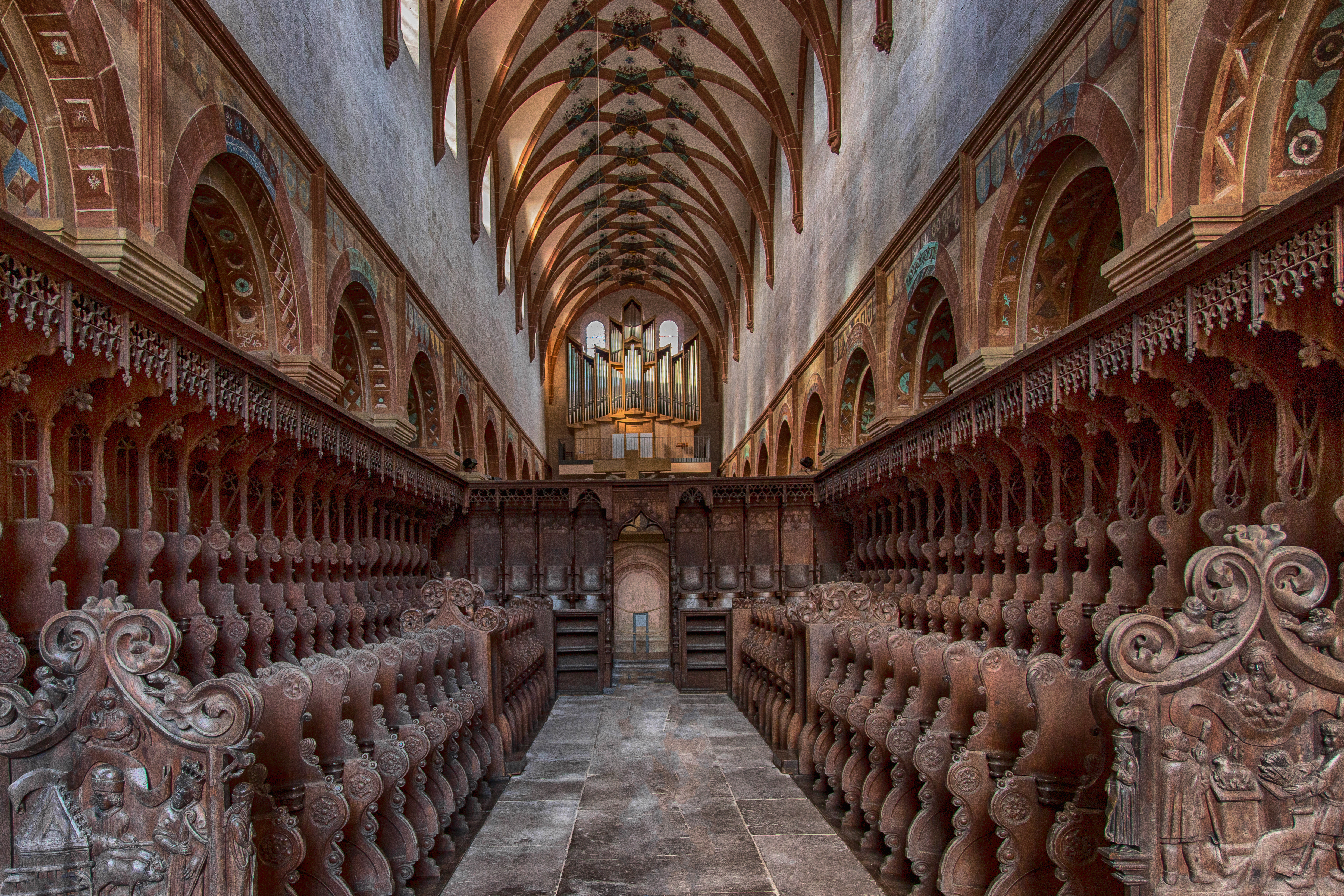
Chœur des moines
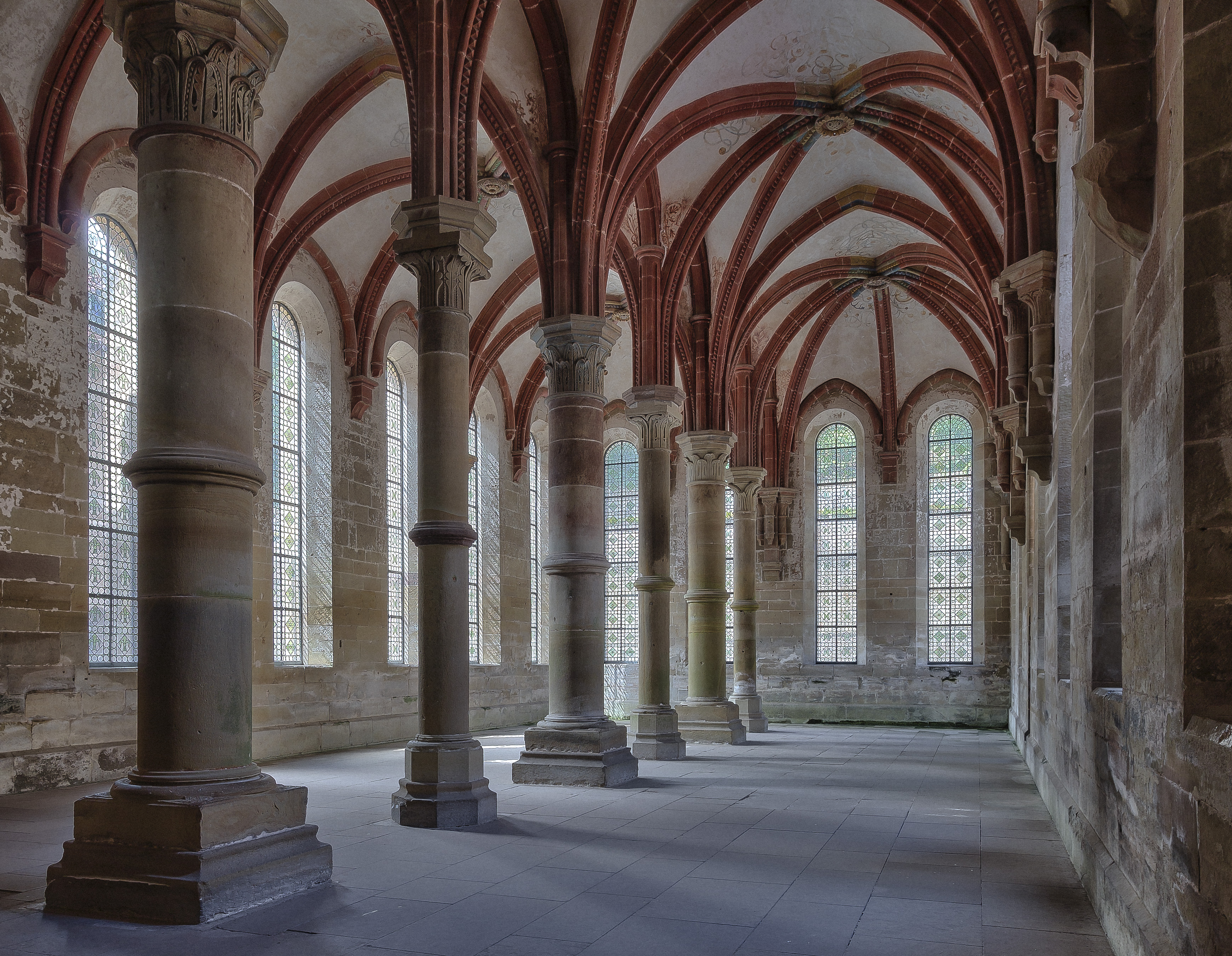
Réfectoire des moines de chœur
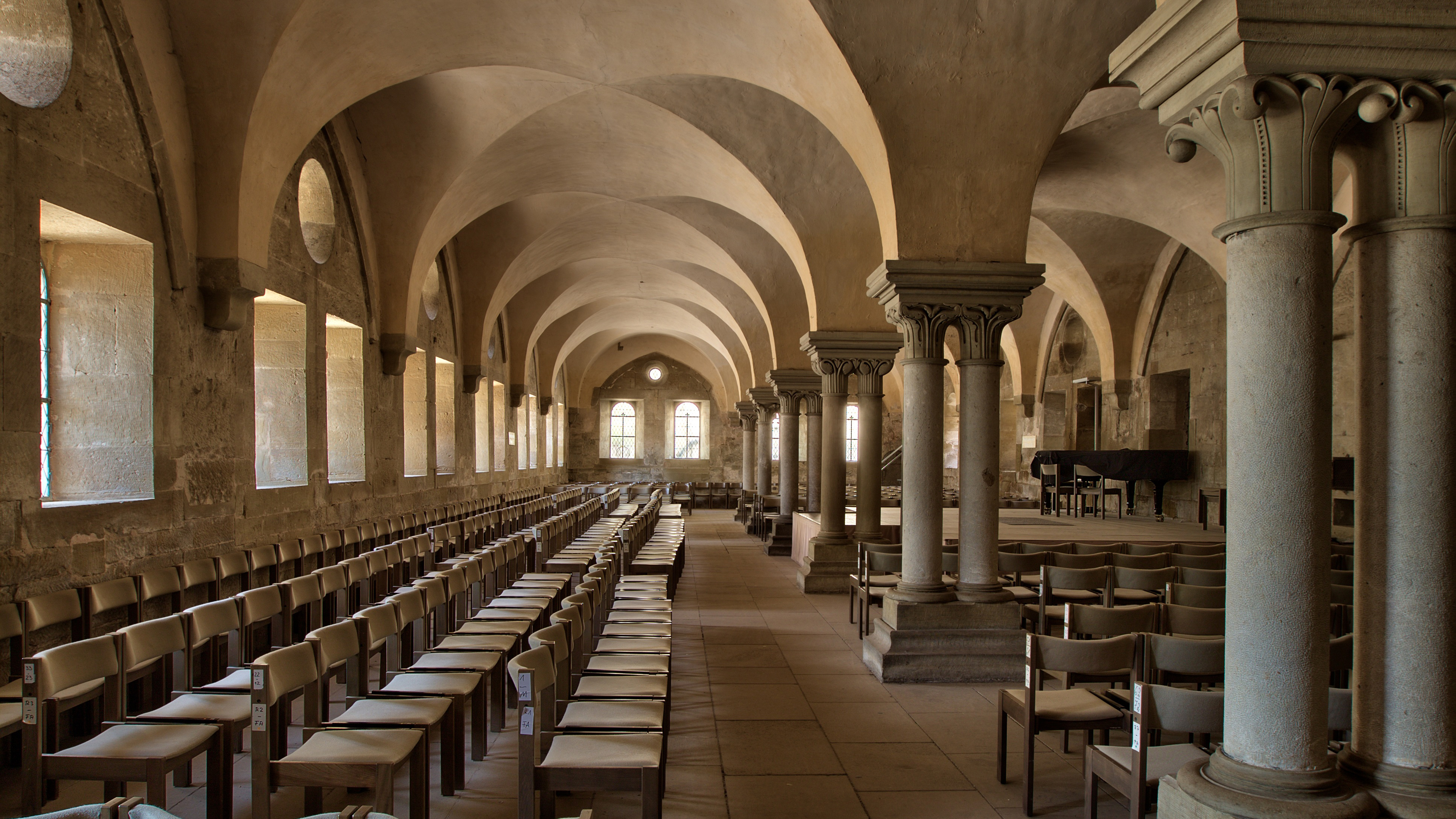
Réfectoire des frères convers
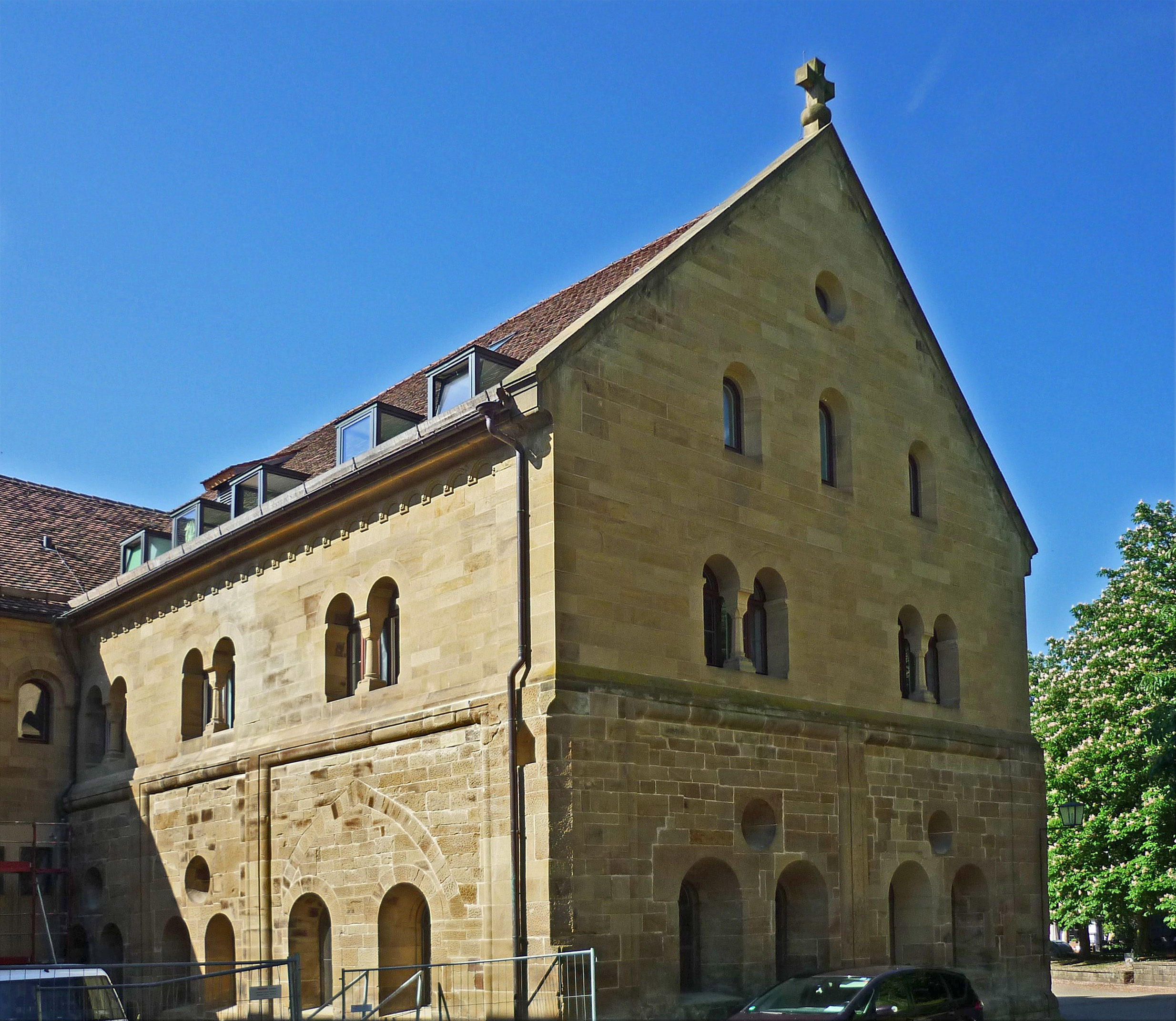
Réfectoire des convers (extérieur)
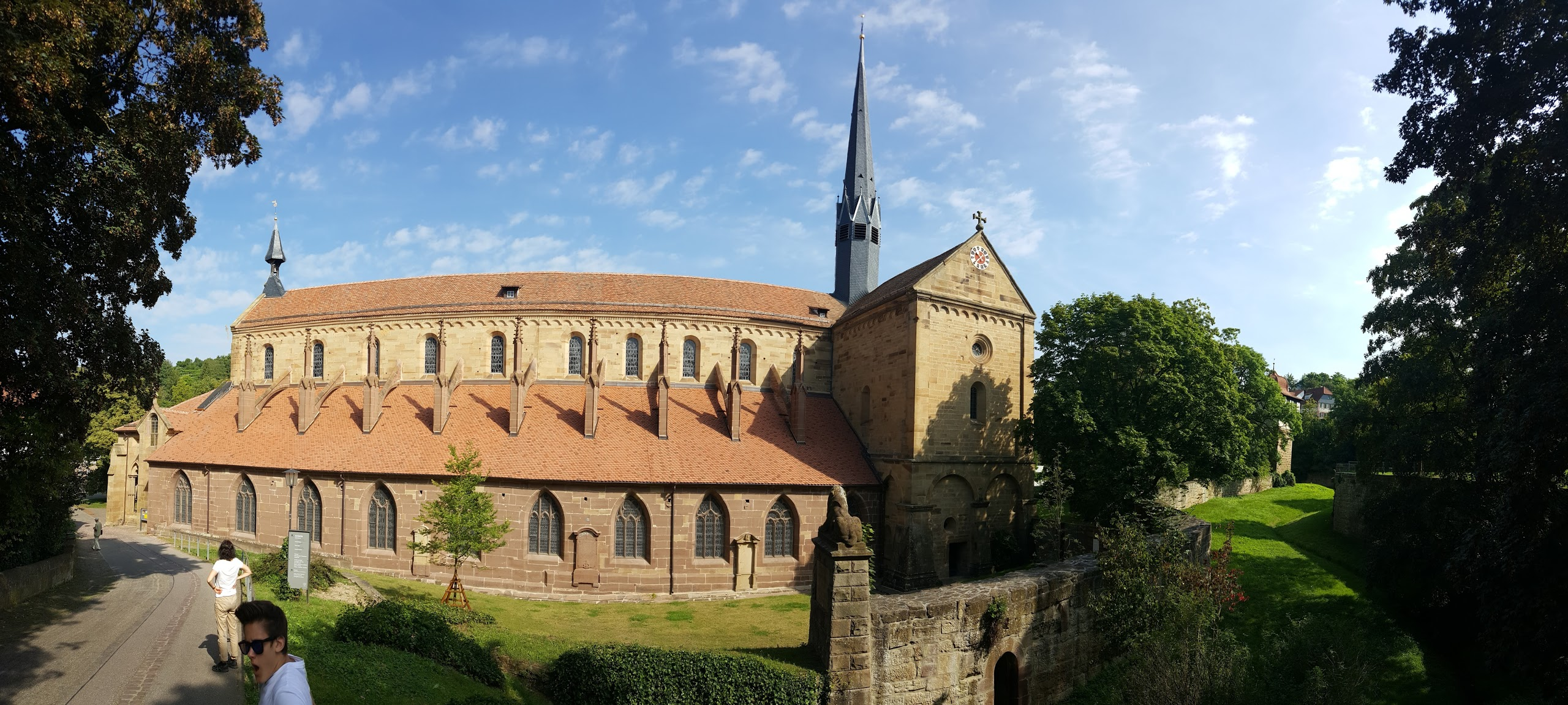
Abbatiale vue du sud
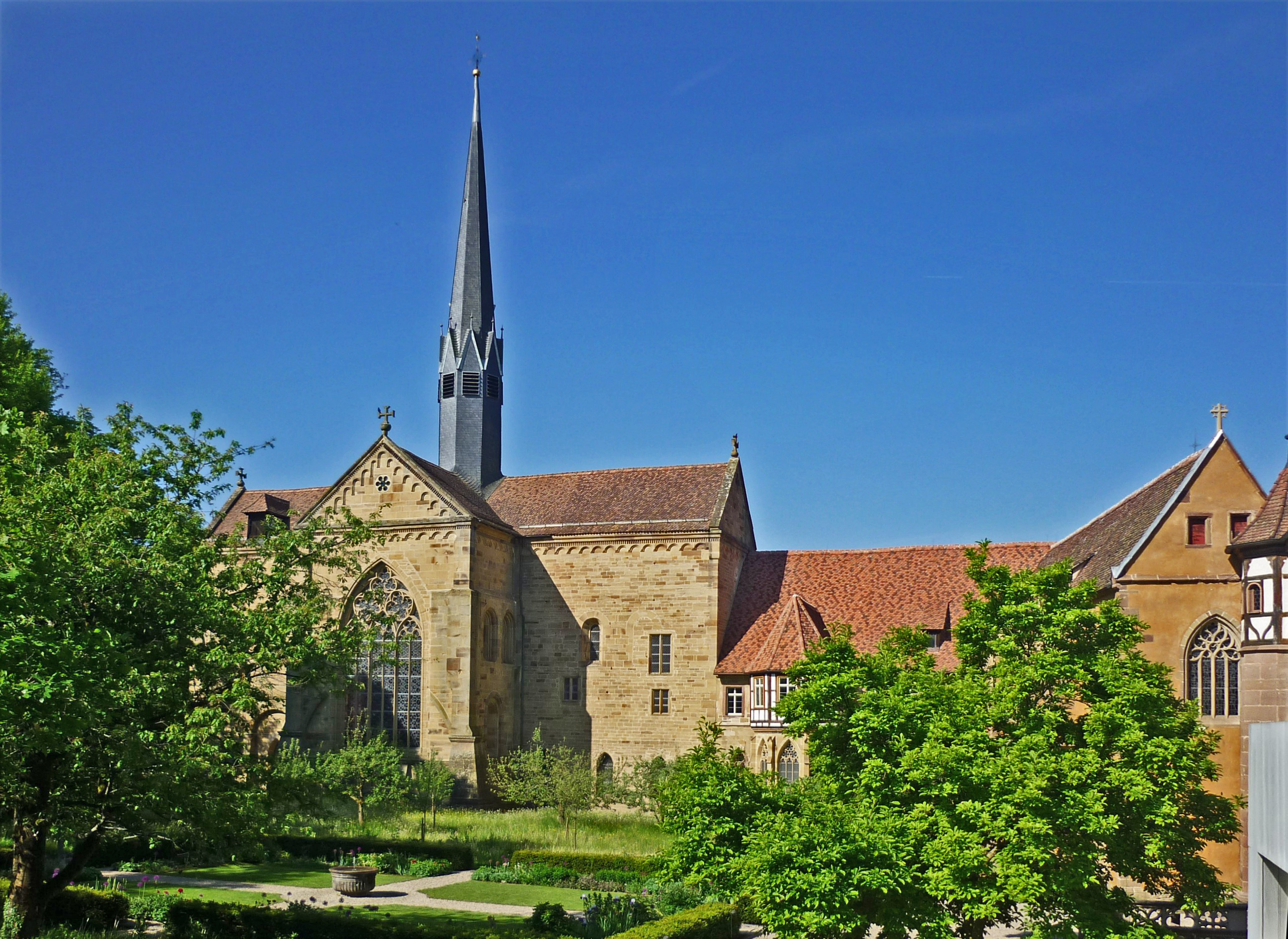
Église abbatiale vue de l'est
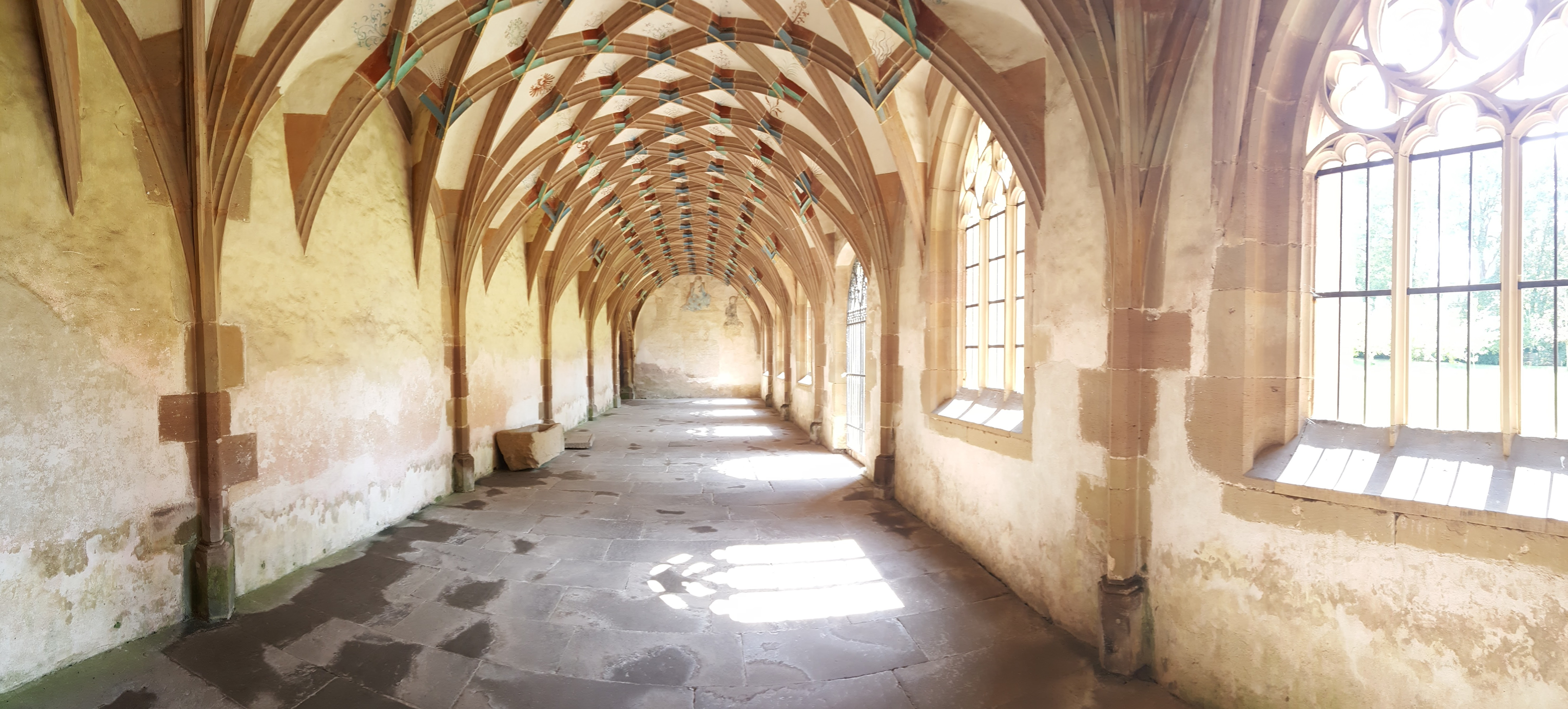
Parloir
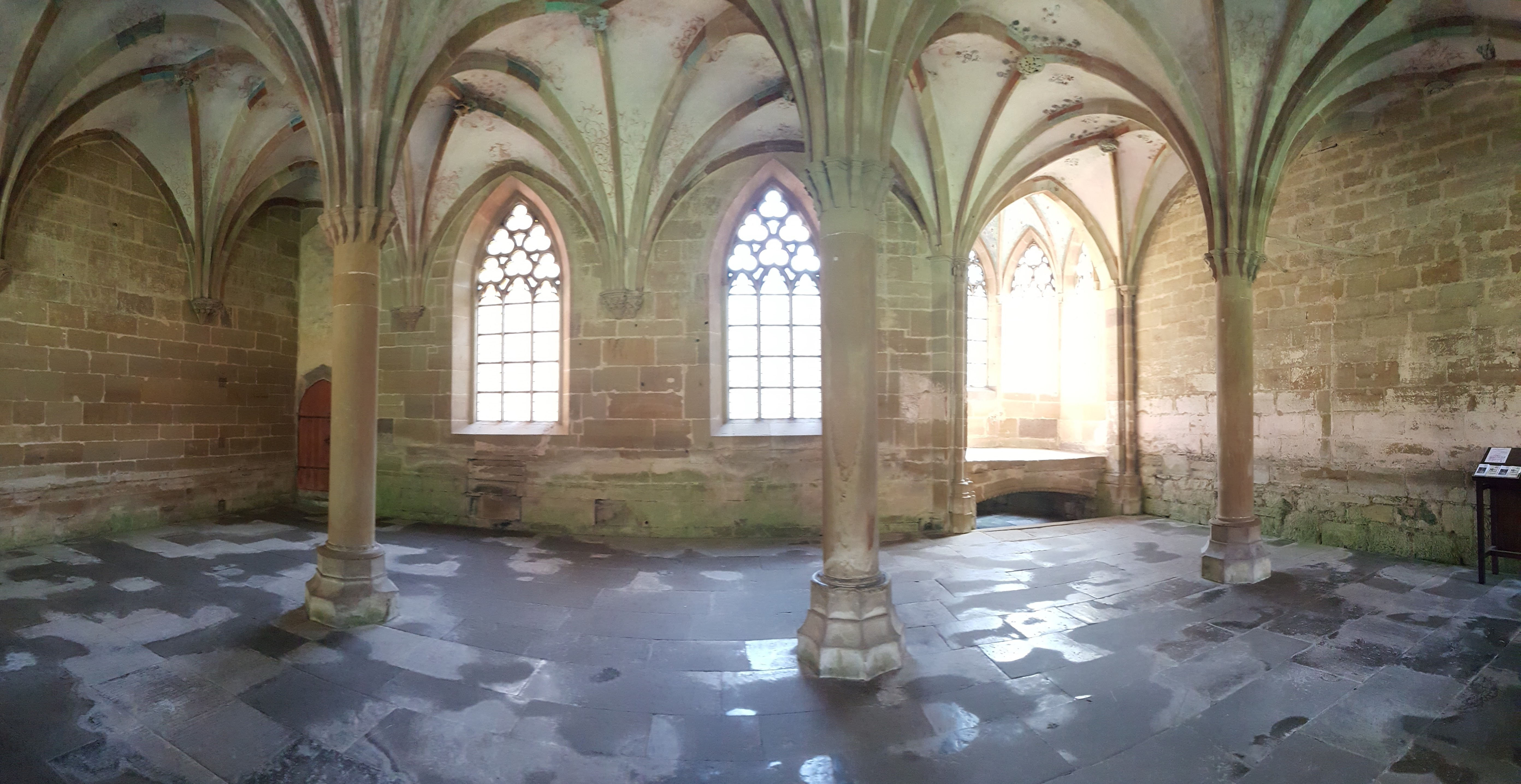
Salle du chapitre
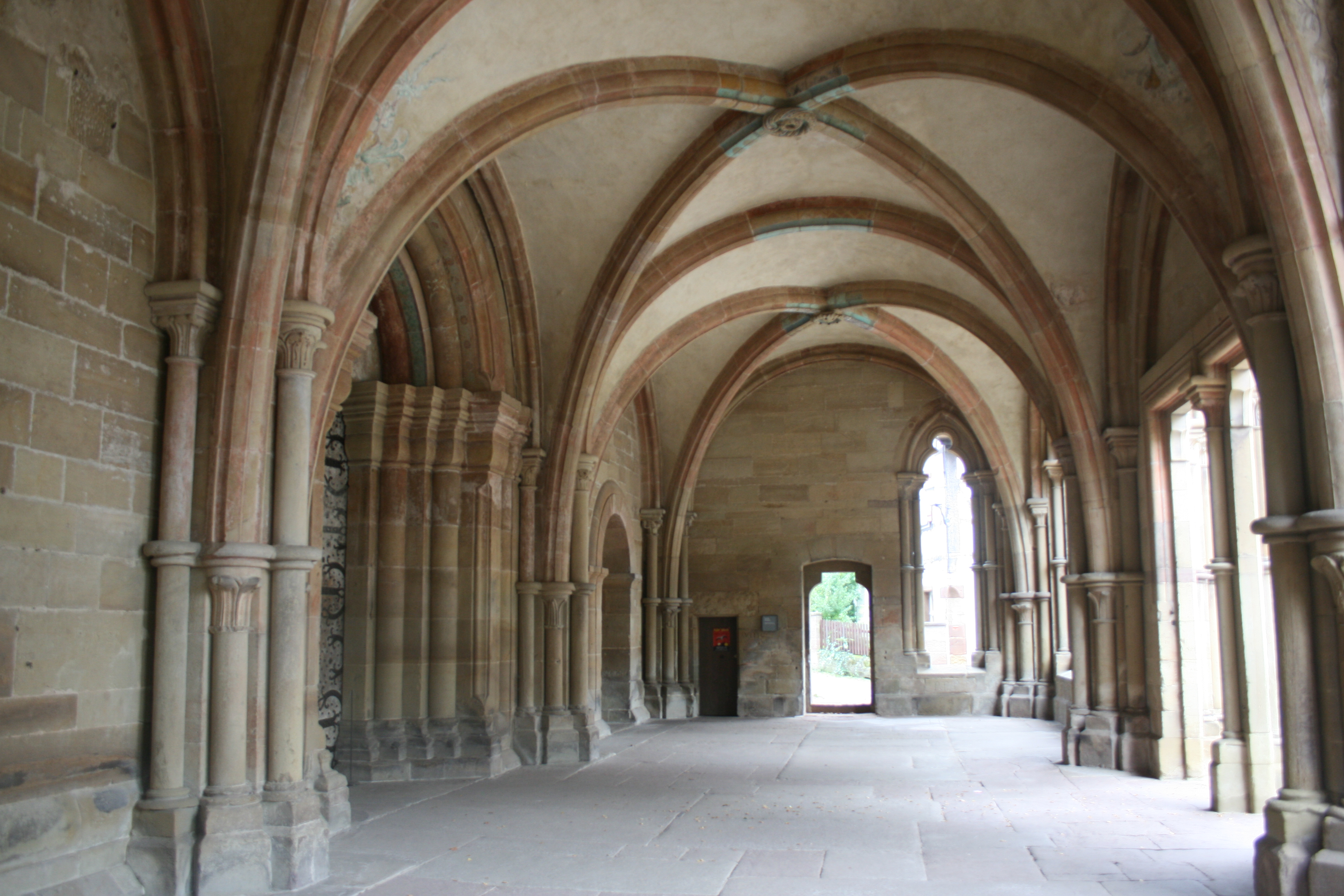
Intérieur du porche
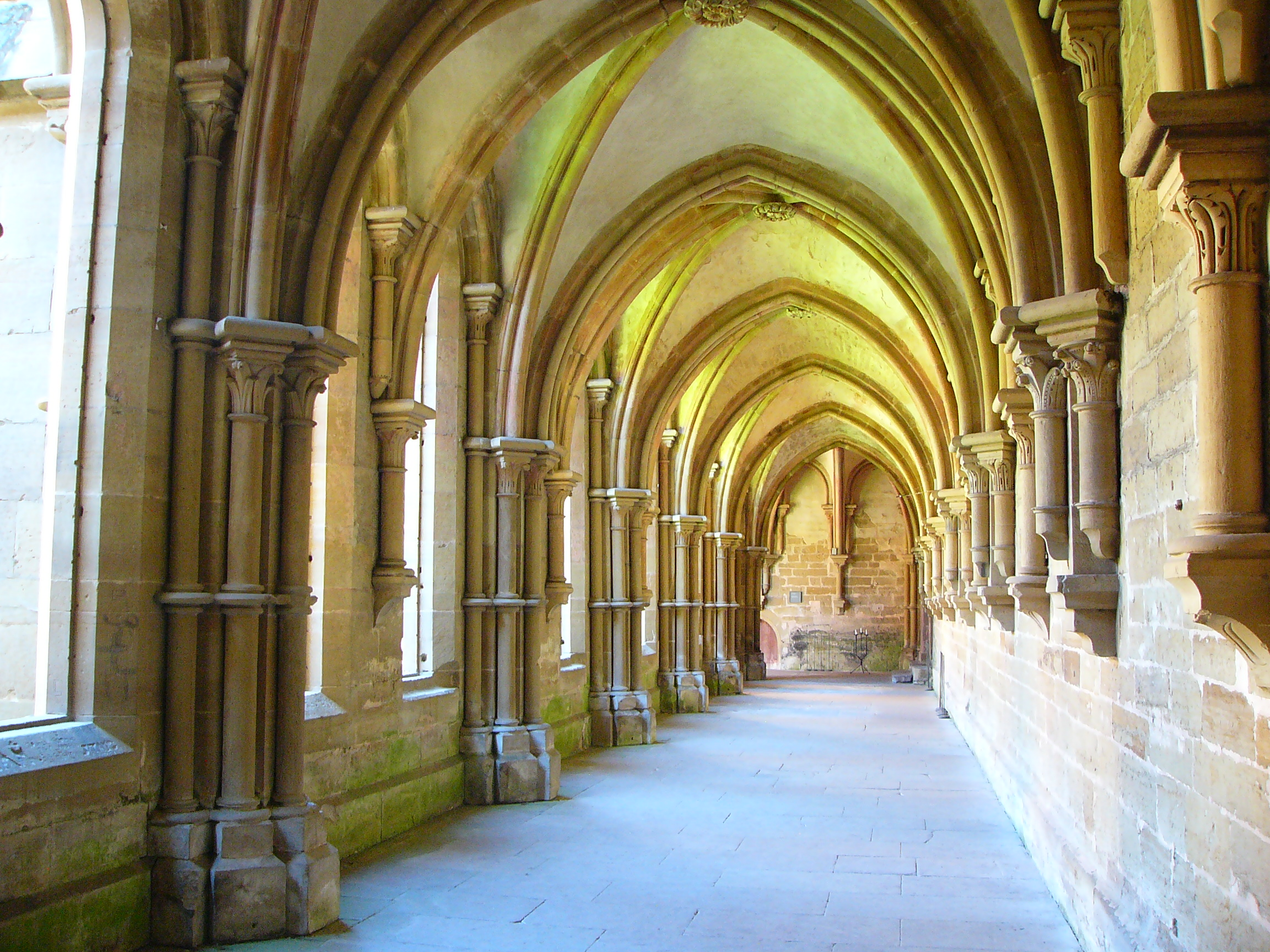
Aile du cloître longeant l'abbatiale
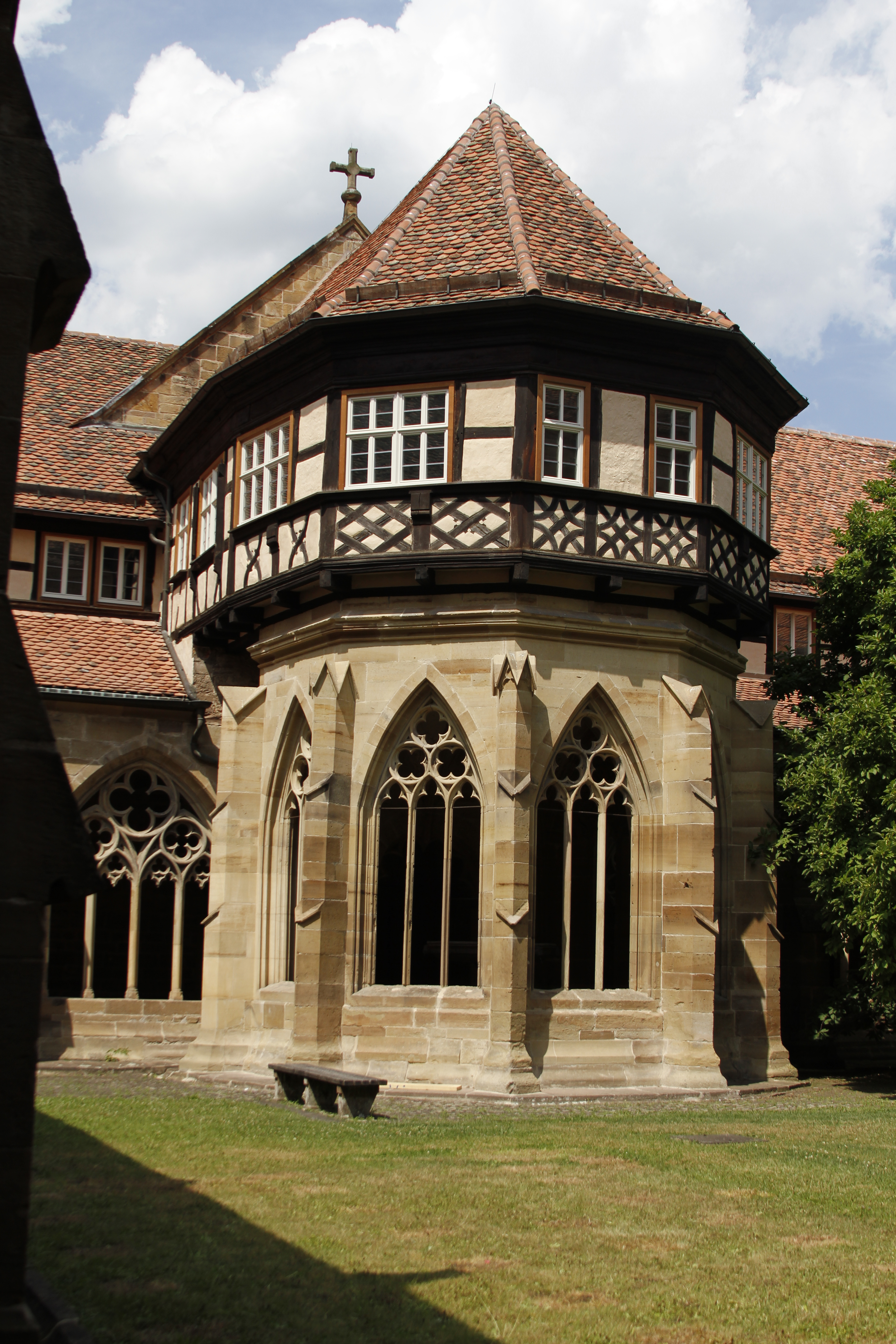
Lavabo (extérieur)
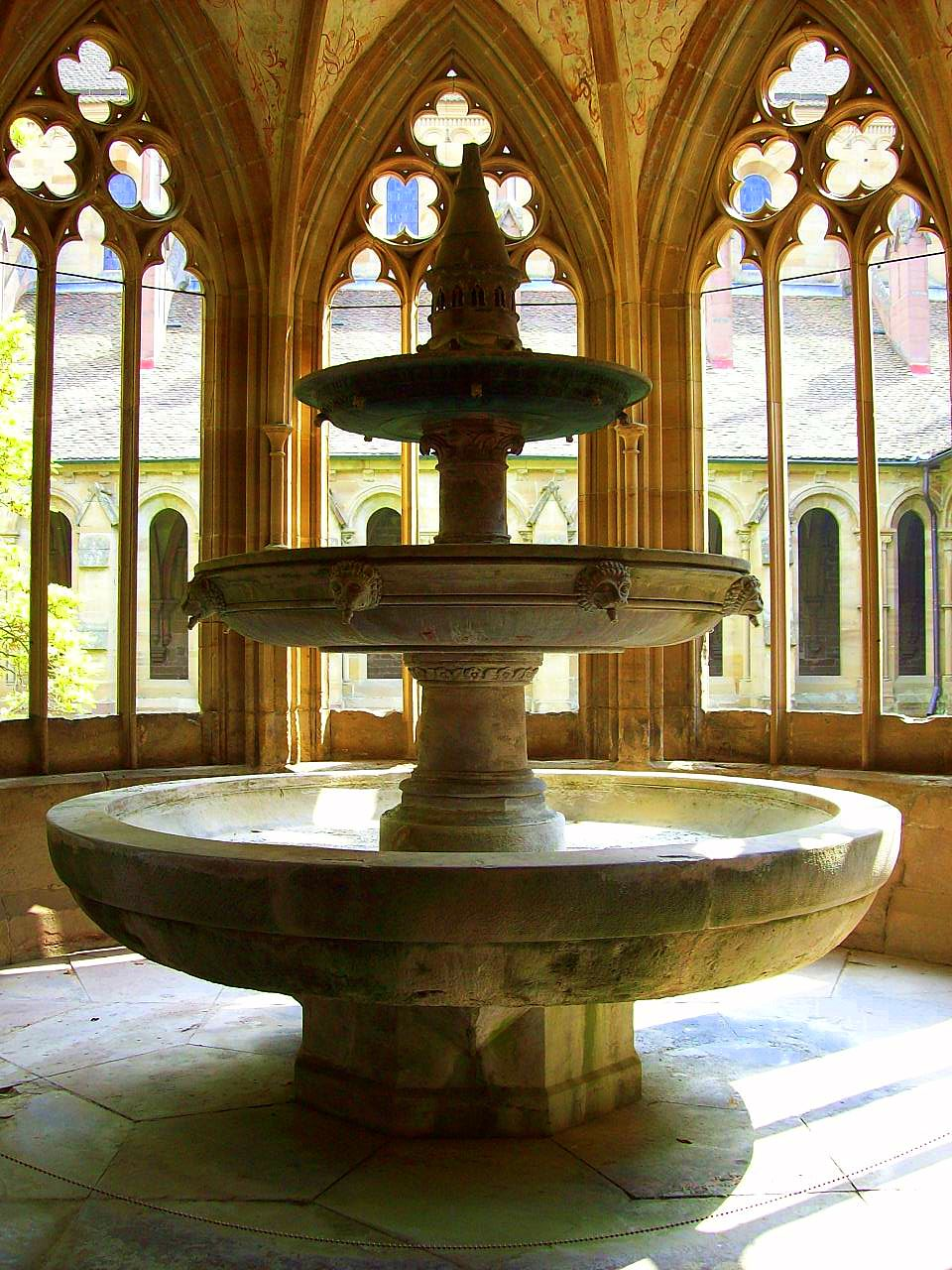
Lavabo
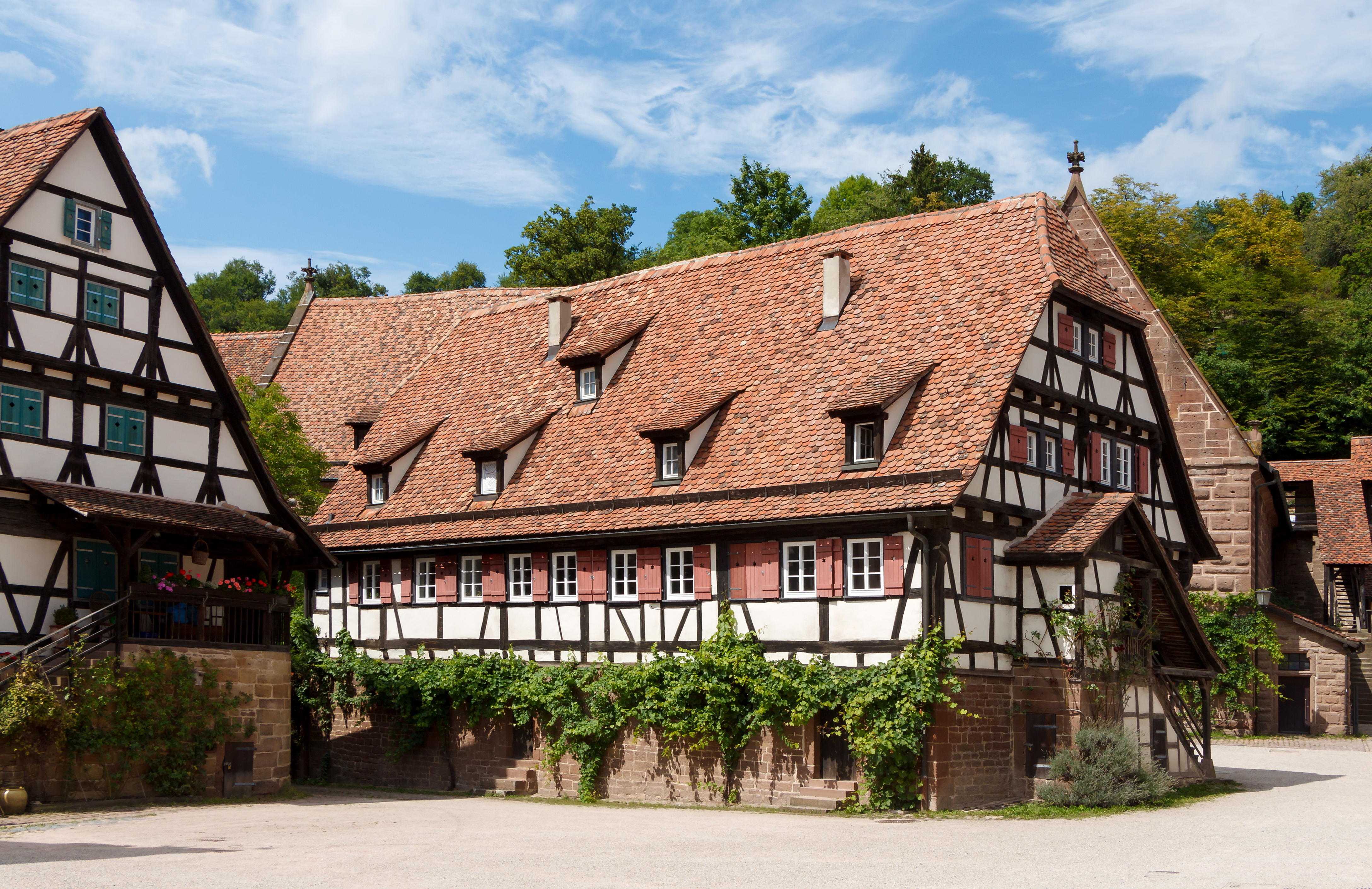
Pâtisserie
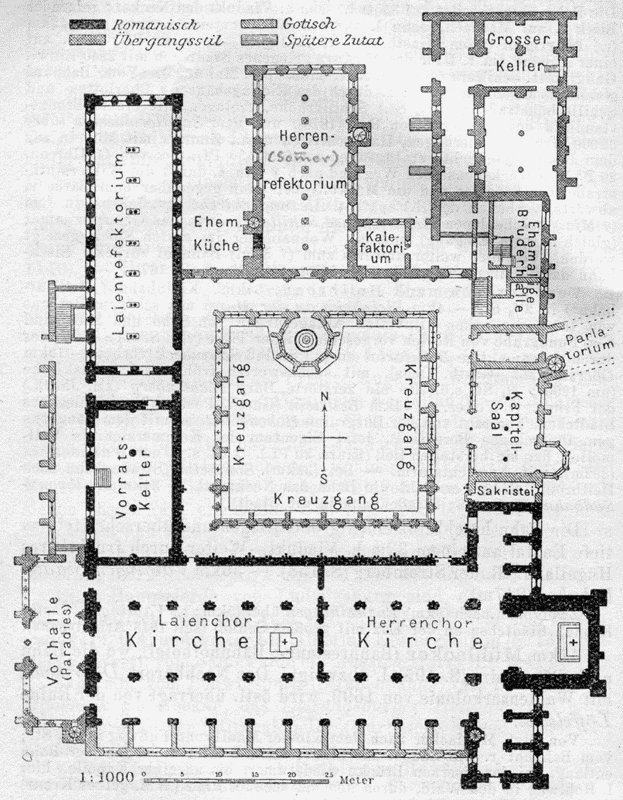
Plan de la clôture monastique

Panorama de la place devant les bâtiments de la clôture monastique proprement dite. Où que l'on regarde, tous les bâtiments font partie de l'ancien monastère.